# Neuvy-Saint-Sépulchre
Neuvy-Saint-Sépulchre je naselje in občina v osrednjem francoskem departmaju Indre regije Center. Leta 2009 je naselje imelo 1.690 prebivalcev.

## Geografija
Kraj leži v osrednji francoski pokrajini Berry ob reki Bouzanne, 27 km jugovzhodno od Châteaurouxa.

## Uprava
Neuvy-Saint-Sépulchre je sedež istoimenskega kantona, v katerega so poleg njegove vključene še občine Cluis, Fougerolles, Gournay, Lys-Saint-Georges, Maillet, Malicornay, Mers-sur-Indre, Montipouret, Mouhers, Sarzay in Tranzault s 6.038 prebivalci.
Kanton Neuvy-Saint-Sépulchre je sestavni del okrožja La Châtre.

## Zanimivosti
- romanska bazilika sv. Jakoba iz 12. in 13. stoletja (kolegial sv. Štefana), kot del romarskih poti v Santiago de Compostelo (Via Lemovicensis) od leta 1998 na Unescovem seznamu svetovne kulturne dediščine, francoski zgodovinski spomenik. Zgraditi jo je dal Odo Déolski po vrnitvi iz križarske vojne po vzoru Božjega groba, ki ga je videl v Jeruzalemu.